# Hacksta, Enköpings-Näs socken
Hacksta är en herrgård i Enköpings-Näs socken i Enköpings kommun.
Byn omtalas i dokument första gången 1346 ("in Hachastum") då Karl Näskonungsson vid arvskiftet efter sin svärmor Birgitta Jonsdotter (Aspenäsätten) bland annat erhöll 19 1/2 öresland jord i Hacksta. 1384 var Magnus i Hacksta faste vid Åsunda häradsrätt och 1454 bytte Mats och Ambjörn i Hagby i Tillinge socken bort jord i Hacksta till Jöns Birgersson (Gyllenhorn) som då hade Hacksta som sin sätesgård, och så ännu 1484. Den var senare sätesgård för hans son Olof Jönsson 1500–1526 och hans sonson Johan Olofsson 1521–1551. Dennes son Olof Johansson skrev sig hit 1560. Under 1500-talet omfattar Hacksta 2 mantal frälse och två skatteutjordar lydande under byn Trogsta. Godset tillhörde senare släkten von Sack och gjordes till fideikommiss under 1700-talet, och vid sekelskiftet 1900 släkten Nauckhoff.